# Juliana Leybourne
Juliana Leybourne (1303-2 de noviembre de 1367) fue una noble inglesa heredera de unas extensas propiedades. Se casó tres veces y llegó a ser condesa de Huntingdon. Asimismo, fue una mecenas del sector textil. Cedió a Eduardo III amplios derechos sobre la tierra, pero conservó de por vida algunos de ellos. Recibió sepultura en una capilla que había mandado construir junto a la abadía de San Agustín, situada en Canterbury, donde se rezaría por ella todos los días después de su muerte.  

## Biografía
Nació en 1303/1304, y fue la hija de Alice de Tosny y Thomas de Leybourne (m. 1307). Su abuelo fue el primer lord Leybourne, que tuvo tres hijos. Hacia 1310 ya habían fallecido, o los habían declarado proscritos, por lo que Juliana se convirtió en la heredera de su abuelo, el almirante sir William de Leybourne. Cuando éste falleció, Juliana pasó a ser la pupila de Aymer de Valence, II conde de Pembroke. Era tan rica que se referían a ella como la «infanta de Kent».

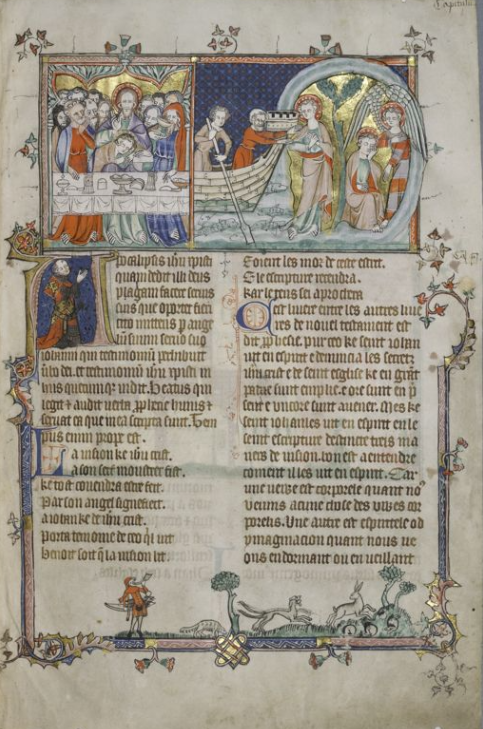
Ilustración del Apocalypse de Henry de Cobham, que le fue legado a Juliana en 1339

Contrajo nupcias con John Hastings, II barón Hastings, y el matrimonio tuvo un hijo, Laurence Hastings, I conde de Pembroke. Cuando murió su marido, Juliana se casó con sir Thomas Blount, que era el administrador de la casa del rey y que se convirtió en el barón Blount. Thomas falleció el 13 de agosto de 1328, y ella contrajo matrimonio con William de Clinton, I Conde de Huntingdon, que mandó construir el castillo de Maxstoke. William murió en 1354.
En 1362, decidió entregar a Eduardo III todas sus tierras y derechos. Conservó el interés vitalicio, y se le reservó varias propiedades para que las entregara a las iglesias. Vivió la mayor parte del tiempo en Maxstoke, pero prefería la residencia que tenía en Preston-next-Wingham, ubicada en Kent.
En la década de 1360, fundó el edificio de la «Capilla de la condesa» o, más comúnmente, «Capilla de Santa Ana», que se construyó al lado de la abadía de San Agustín (Cantebury). Era una pequeña capilla cuadricular que contaba con sus propios contrafuertes. Dentro de la capilla, se encontraban el abad de Bourne (m. 1334) y el abad de Colwel (m. 1375).
Cedió a la abadía la propiedad de Dene, en Thanet, y creó una estancia para que se rezara por ella diariamente después de su muerte. Falleció hacia el 1 de noviembre, y recibió sepultura en la capilla de Santa Ana, en la abadía. Le había dado la espalda a su nieto heredero, John Hastings, II conde de Pembroke, y había dispuesto que se traspasaran sus posesiones a Eduardo III. Se sabe cuáles fueron sus bienes al morir, ya que todavía se conserva un inventario. Legó a la abadía de St. Augustine un libro lleno de ilustraciones, un Apocalipsis, que se lo había dejado Henry de Cobham, I barón Cobham, cuando éste falleció en 1339. En el inventario, destacaban artículos como las telas, y todavía existen ejemplos de bordados en los que aparece el escudo de Huntingdon; y uno más grande, un tapiz en el que figura el héroe inglés Bevis de Hampton. Es posible que realizara parte de las labores textiles.